# 方春明
方春明（1964年5月—），男，安徽枞阳人，中华人民共和国政治人物。安庆师范学院政教系政教专业毕业，安徽工商管理学院工商管理硕士同等学历教育在职研究生学历。

## 生平
1985年12月加入中国共产党，1986年7月参加工作。历任共青团安徽省委副书记、书记，中共亳州市委副书记，市人民政府代市长、市长等职。2008年6月升任中共亳州市委书记，同年9月当选市人大常委会主任。2013年1月任安徽省人民政府副省长，2月不再兼任中共亳州市市委书记、市人大常委会主任。2018年1月不再担任安徽省人民政府副省长，转任广西壮族自治区人民政府副主席。2023年1月，转任广西壮族自治区人大常委会副主任。